# Feliks I
Feliks I (data ur. nieznana, w Rzymie, zm. 30 grudnia 274 tamże) – święty Kościoła katolickiego, 26. papież w okresie od 5 stycznia 269 do 30 grudnia 274.

## Życiorys
Z pochodzenia był Rzymianinem, synem Konstancjusza. Na temat jego pontyfikatu niewiele wiadomo. Usankcjonował, wcześniejszy zwyczaj odprawiania mszy św. na grobie męczenników w rocznicę ich śmierci. Toczył on spór, kto jest prawowitym biskupem Antiochii. Zwolennicy papieża zwrócili się do cesarza Aureliana, aby ten rozstrzygnął spór. Cesarz nakazał zwrócić kościół w Antiochii tym, którzy utrzymują jedność z Rzymem Przypisuje mu się również utworzenie prawa dotyczącego konsekracji kościołów.
Fragment listu do biskupa Aleksandrii Maksyma, w obronie doktryny Trójcy Świętej i Wcielenia, odpierający argumenty Pawła z Samosaty jest najprawdopodobniej autorstwa Feliksa, lecz nie pozostałe przypisywane mu trzy listy.
Liber Pontificalis błędnie zalicza go w poczet męczenników, co jest wynikiem pomyłki z innym świętym Feliksem. Został pogrzebany na cmentarzu św. Kaliksta.
W ikonografii przedstawiany jest w szatach papieża, czasem z księgą. Jego wspomnienie liturgiczne obchodzone jest w rocznicę śmierci.
W Kodniu, w Sanktuarium Matki Bożej Kodeńskiej, znajduje się czaszka, uważana za głowę tego papieża.